# Stefano Vidili
Stefano Vidili (nacido el 17 de junio de 1968 en Turín) es un jugador profesional de baloncesto ya retirado de nacionalidad italiana cuya mayor parte de su carrera deportiva discurrió en distintos clubes de Italia y España.
Con 1,90 metros de altura ocupaba la posición de escolta y se destacaba por su capacidad para anotar desde más allá de la línea de 6,25.

## Trayectoria deportiva
- Torino. Categorías inferiores.
- 1984/90 LEGA. Cus Torino Basket.  Italia
- 1990/96 LEGA. Mens Sana Basket Siena.  Italia
- 1996. ACB. Cáceres CB.  España
- 1996/98. LEGA. Teamsystem Bolonia.  Italia
- 1998/99. LEGA. Mabo Pistoia.  Italia

## Palmarés
- 1996/97. Subcampeón de la LEGA con el Teamsystem Bolonia.
- 1997/98. Campeón de la Copa de Italia con el Teamsystem Bolonia.
- 1996/97. Subcampeón de la LEGA con el Teamsystem Bolonia.